# Bridgitte Hartley
Pour les articles homonymes, voir Hartley.
Bridgitte Ellen Hartley, née le 14 juillet 1983 à Sandton, est une kayakiste sud-africaine.

## Carrière
Brigitte Hartley remporte aux Championnats d'Afrique 2005 la médaille d'or en K1 500 m et trois médailles d'argent, en K1 200m, en K1 1 000 m et en K1 3 000 m.
Elle obtient aux Championnats d'Afrique 2008 la médaille d'or sur toutes les épreuves féminines, en V1 200, 500 et 1 000 mètres ainsi qu'en K1 500 et 4 000 mètres.
Elle est médaillée de bronze aux Championnats du monde de course en ligne de canoë-kayak de 2009 en kayak monoplace en ligne 1 000 m. La même année, elle est double médaillée d'or aux Championnats d'Afrique, en K-1 500 et 1000 m. Aux Jeux africains de 2011 à Maputo, elle remporte trois médailles d'or, en kayak monoplace en ligne 200 m, en kayak monoplace en ligne 500 m et en kayak biplace en ligne 500 m avec Tiffany Kruger (en).
Aux Jeux olympiques d'été de 2012 à Londres, elle est médaillée de bronze de kayak monoplace en ligne 500 m. Elle est médaillée de bronze aux Championnats du monde de course en ligne de canoë-kayak de 2014 en kayak monoplace en ligne 500 m et aux Championnats du monde de course en ligne de canoë-kayak de 2018 en kayak monoplace en ligne 1 000 m.
Aux Championnats d'Afrique 2016, elle obtient trois médailles d'or, en K-1 200 mètres, en K-1 500 mètres et en K-1 5 000 mètres.
Aux Jeux africains de 2019, elle est médaillée d'or en K-2 500 m et en K-4 500 m ainsi que médaillée de bronze en K-2 200 m.